# Dominika Mrmolja
Dominika Mrmolja (født 28. april 1994 i Postojna, Slovenien) er en kvindelig slovensk håndboldspiller, der spiller for Dunaújvárosi Kohász KA og Sloveniens kvindehåndboldlandshold.
Hun blev udtaget til landstræner Dragan Adžić' trup ved VM i kvindehåndbold 2021 i Spanien, hvor det slovenske hold blev nummer 17.